# Neadeloides glaucoptera
Neadeloides glaucoptera là một loài bướm đêm trong họ Crambidae.